# Dendrochilum simplex
Dendrochilum simplex är en orkidéart som beskrevs av Johannes Jacobus Smith. Dendrochilum simplex ingår i släktet Dendrochilum och familjen orkidéer. Inga underarter finns listade i Catalogue of Life.